# Erycia winthemi
Erycia winthemi är en tvåvingeart som beskrevs av Robineau-desvoidy 1830. Erycia winthemi ingår i släktet Erycia och familjen parasitflugor.
Artens utbredningsområde är Tyskland. Inga underarter finns listade i Catalogue of Life.